# Rica y apretadita
Rica y apretadita est une chanson du chanteur de reggae El General avec Anayka. La chanson a été diffusée sous la forme d'un single en 1995 et c'est une des plus connue du chanteur panaméen.
Lors de sa conversion chez les témoins de Jéhovah, El General renie cette chanson, comme d'autres de sa discographie, les considérant comme pêchés.

## Version de A.B. Quintanilla III
La chanson a été reprise en 2008 par le groupe de Cumbia mexico-étatsunien A. B. Quintanilla III et les Kumbia All Starz (es) avec la chanteuse Melissa Jiménez (es). Cette chanson est un hommage à Selena, soeur de A.B. Quintanilla. La reprise apparait le 20 mai 2008 comme le deuxième single du deuxième album studio Planeta Kumbia (es).

### Classement
| Liste (2008)                        | Position |
| ----------------------------------- | -------- |
| US Billboard Hot Latin Songs        | 50       |
| US Billboard Latin Régional Mexican | 34       |